# عصب بزرگ پس‌سری
عصب بزرگ پس‌سری (انگلیسی: Greater occipital nerve) از شاخهٔ خلفی عصب c2 جدا می‌شود.
پوست جلوی گردن و همچنین طرفین گردن شاخه‌های قدامی اعصاب c2 تا c4 را از طریق شاخه‌های گردنی دریافت می‌کند. ضمناً این شاخه هااز زیر کنار خلفی ماهیچه جناغی‌پستانکی (استرنوماستوئید) ظاهر می‌شوند.